# ماساژ اروتیک

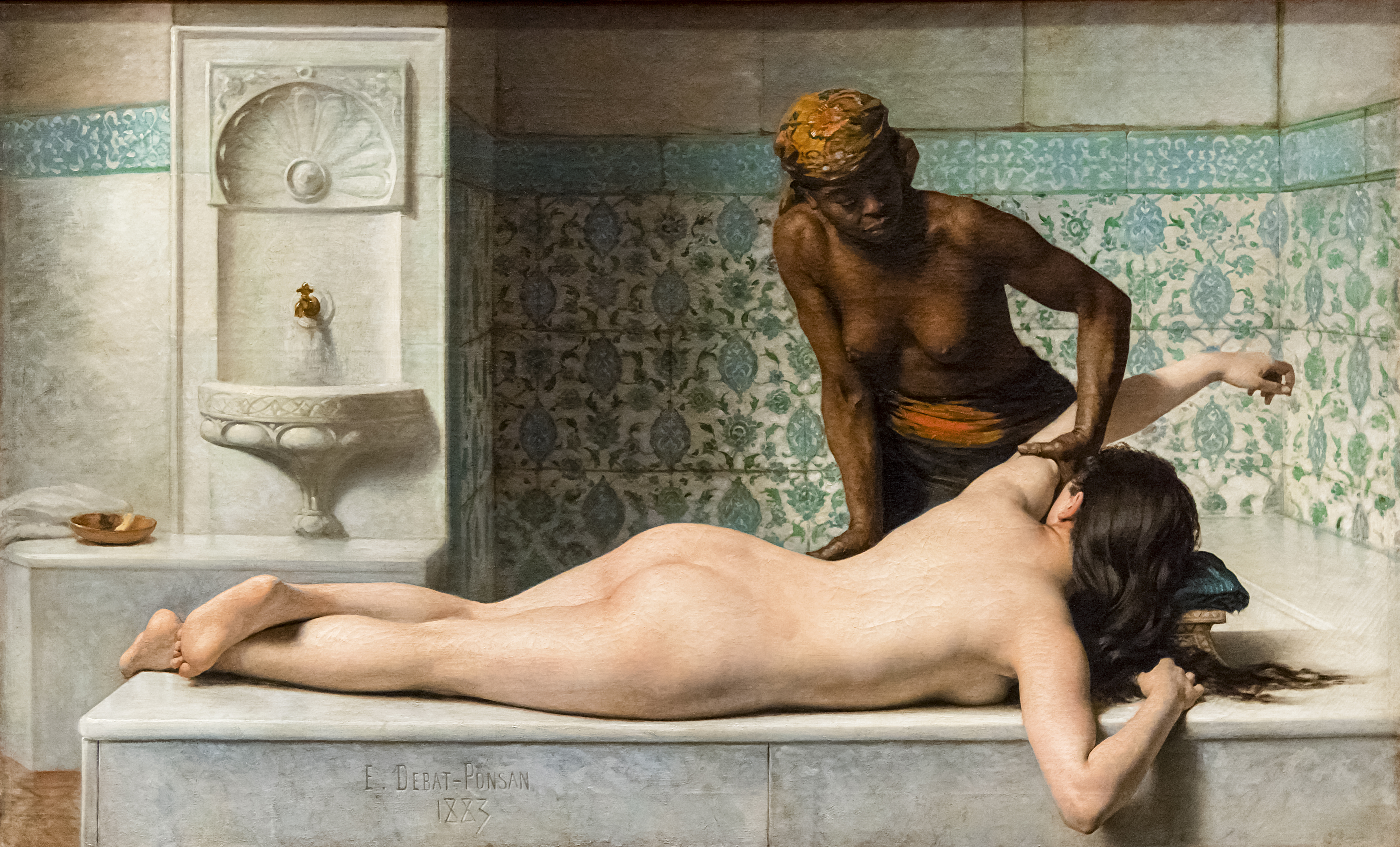
تابلوی ماساژ، نام اثری است از ادوار دبا-پونسان که در سال ۱۸۸۳ میلادی خلق شد. اثر برده‌ای را در حین ماساژ دختری جوان در یک حمام ترکی به تصویر کشیده‌است. این اثر اکنون در موزه آگوستین در تولوز نگه‌داری می‌شود.

ماساژ تن‌کامه یا ماساژ اروتیک (به انگلیسی: Erotic massage) برانگیختن نقاط تحریک پذیر بدن با استفاده از شیوه‌های ماساژ است. این گونه ماساژ ممکن است تنها برای دست‌یافتن یا افزایش هیجان و برانگیختگی جنسی یا رسیدن به اوج لذت جنسی انجام شود. به‌کارگیری ماساژ برای اهداف جنسی پیشینه‌ای دیرین دارد. این فعالیت می‌تواند میان دو یا چند نفر انجام شود و می‌تواند با استفاده از روغن یا با دست خالی انجام شود. نقاط اصلی تحریک پذیر در زنان پستان‌ها و تپه ونوس و در مردان آلت‌تناسلی است. ماساژ اندام‌ها جنسی شریک جنسی، خودارضایی متقابل به‌شمار می‌آید.
امروزه، ماساژ تن‌کامه به عنوان بخشی از آمیزش جنسی و درمان جنسی انجام می‌شود.
هپی اندینگ ماساژ که روز به روز گسترش بیشتری؛ حتی در کشورهای دارای محدودیت پیدا می‌کند نیز بخشی از اروتیک ماساژ است.
تن مالی نیز اصطلاحی عمومی به معنای لذت جنسی ناشی از مالیدن خود به بدن دیگری است. تن‌مالی شامل مالیدن هریک از اعضای بدن، مانند باسن، پستان‌ها، شکم، ران‌ها، پا و اندام‌های جنسی به اندام‌های جنسی فرد مقابل است و ممکن است با لباس یا برهنه انجام شود که امروزه این کار به عنوان بادی تو بادی ماساژ (Body To Body Massage، ماساژ بدن با بدن) شناخته شده‌است که بخشی از سنسوال ماساژ (Sensual Massage، ماساژ شهوانی) محسوب می‌گردد.

## درمان جنسی
ماساژ تن‌کامه ممکن است در درمان جنسی به منظور برانگیختن لیبیدو یا افزایش توانایی فرد برای پاسخ مثبت دادن به محرک‌های شهوانی، به کارگرفته شود. از این گونه ماساژ برای شناسایی مشکلات زودانزالی در مردان نیز استفاده می‌شود.

## استفاده در پزشکی

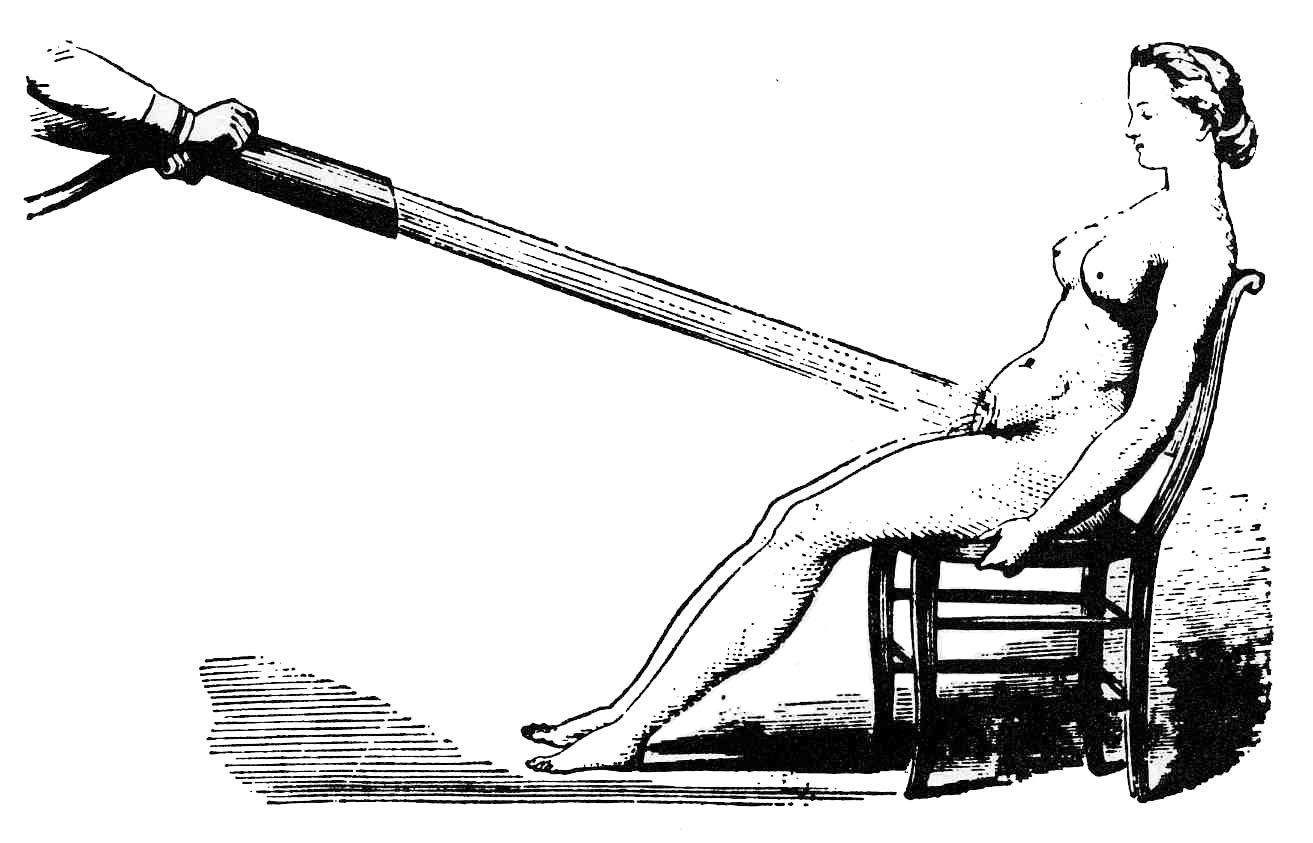
دوش لگنی فرانسوی، حدود ۱۸۶۰ میلادی

در پزشکی غربی به‌طور سنتی ماساژ اندام‌های تناسلی زنان درمانی برای هیستری در زنان به‌شمار می‌آمد. این درمان توسط پزشک یا ماما انجام می‌شد. در سال ۱۶۵۳، پیتر ون فوریست ماساژ آلت‌تناسلی زنان برای رسیدن به اوج لذت جنسی را برای درمان بیماری‌ای به نام بیماری رحم پیشنهاد داد.
در دوره ویکتوریا و در کشور انگلستان از «ماساژ لگن خاصره» به ویژه برای درمان هیستری زنانه بهره برده می‌شد و هدف از آن رسیدن بیمار زن به گونه‌ای «گه‌گیری (انقباض) هیستریایی» و اوج لذت جنسی بود. با این حال نه‌تنها آن‌ها «تحریک کُسی» را به این خاطر که هیچ ربطی به سکس نداشت، نادیده می‌انگاشتند، بلکه از نظر آن‌ها تحریک کس برای زن امری وقت‌گیر و نیازمند کار زیاد به حساب می‌آمد.

## با مایعات لغزنده
ماساژ با مایع لغزنده نوعی ماساژ است که با مایعات لیزکننده مانند روغن انجام می‌شود.